# Lądowisko Świdnica
Lądowisko Świdnica „Latawiec” – lądowisko sanitarne w Świdnicy, w województwie dolnośląskim, położone przy ul. Leśnej 27/29. Przeznaczone jest do wykonywania startów i lądowań śmigłowców sanitarnych i ratowniczych w dzień i w nocy o dopuszczalnej masie startowej do 5700 kg.
Zarządzającym lądowiskiem jest Samodzielny Publiczny Zespół Opieki Zdrowotnej Regionalny Szpital Specjalistyczny „Latawiec” w Świdnicy. W roku 2011 zostało wpisane do ewidencji lądowisk Urzędu Lotnictwa Cywilnego pod numerem 64.
Oficjalne otwarcie nastąpiło 15 października 2007.